# Жак-Лоран Агас
Жак-Лоран Агас (фр. Jacques-Laurent Agasse; Женева, 24. април 1767 — Лондон, 27. децембар 1849) је био чувени сликар животиња и пејзажа.
Рођен у Женеви, прва знања стиже у јавној школи уметности у истом граду. Када је напунио 20 година одлази у Париз, да би у тадашњој ветеринарској школи усавршио себе у анатомији коња и осталих животиња. Касније се опет враћа у Швајцарску, да би ускоро опер отишао и почео да живи у Енглеској у којој је живео богато захваљујућиједном интересантном догађају. Једног дана у Швајцарску долази богати Енглез са захтевом да наслика његовог омиљеног пса који је пре неколико дана угинуо. Агас то и ради, а купац бива толико задовољан да води сликара са собом у Енглеску ." Он тамо ускоро постаје најпознатији сликар животиња на крају 18 и почетком 19. века. Почиње да добија све више наруџбина и захваљујући томе све лагодније живи. Агас са годинама постаје све више посвећенији уметности. Захваљујући извесном познвању анатомије код коња, људи га узимају да црта каталоге тркачких коња у Енглеској. Први каталог излази 1801. под називом 'Портрет коња', и наставља да слика све до 1845. Радове је потписивао са Ж. Л Агас (J.L. Agasse) или само Агас. Умро је у 82. години.